# チャールズ・ゴードン
チャールズ・ジョージ・ゴードン（Charles George Gordon、1833年1月28日 - 1885年1月26日）は、英国の軍人。太平天国の乱の際、民兵組織の常勝軍を率いて活躍。その後、マフディーの反乱を鎮圧するため挙兵するもスーダンのハルツームで戦死した。

## 生涯
チャールズ・ゴードンは、大英帝国陸軍砲兵隊H.W.ゴードン将軍の4男として誕生し、その後、王立陸軍士官学校に入り、1852年に少尉に任官した。

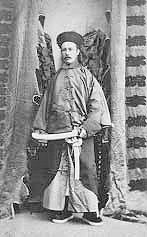
清朝の官服を着用したゴードン

1860年に第二次アヘン戦争が始まると、清に赴任し、1862年まで北京に駐留していたが、太平天国からの防衛のためウィリアム・ステイヴリー(en:William Staveley)将軍の部隊が上海に派遣されると、その一員として同行した。当時、上海では外国人の権益を守るため米国人ウォードが常勝軍と名付けた民兵軍を組織しており、英軍はこれと連合し太平天国軍と戦った。ウォードが戦死すると、淮軍の司令官李鴻章は代わりの司令官を英軍から出すよう要請したため、ステイヴリー将軍はゴードンを常勝軍の司令官に推薦した。英軍少佐だったゴードンは、1863年に常勝軍の司令官となり、以降、1864年に太平天国が壊滅するまで各地を転戦し、乱の鎮圧に功績を挙げた。
乱終結後、清朝から軍の最高官職を受けた。英国は彼を英軍中佐に昇進させ、バス勲章（コンパニオン）を与えた。ゴードンは、この後、本名をもじってチャイニーズ・ゴードンと呼ばれるようになる。

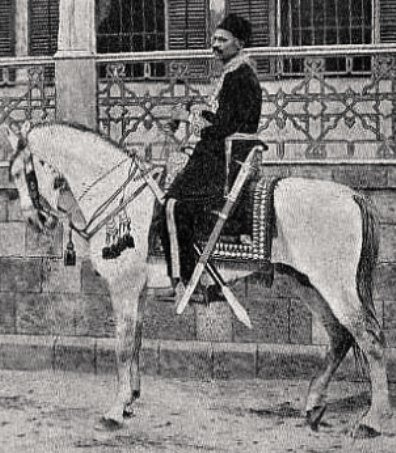
アル＝ズバイル・ラーマ・マンスール

本国に帰って、1873年まで英国軍人として各地の任務についたが、エジプト（ムハンマド・アリー朝）の総督イスマーイール・パシャの招きを受けて、英国の了解の元、スーダン南部赤道州の総督となった。1876年にエジプトのスーダン・ハルツーム総督と争い、一旦辞職するが、イスマーイールの慰留を受け、スーダン全土の総督になる。アビシニアとの紛争や奴隷商人としてスーダン一帯を事実上支配していたアル＝ズバイル・ラーマ・マンスールの反乱をよく抑えていたが、1879年にアビシニアで捕虜となり、解放された後、スーダン総督を辞任しロンドンに戻った。
その後、ベルギーからコンゴ植民地、インド総督から秘書官に、英国の中国領事館から誘われ赴任したが、いずれも長続きしなかった。1881年に英軍に戻り、1882年には少将に昇進した。
その間、エジプトは北部のアラブ人反乱に悩まされ、スーダンの反乱に対応しきれなかった。既に実質上エジプトの支配権を握っていた英国は、1883年にエジプトにスーダンを放棄するよう命じたが、エジプト軍の撤退は困難を極めたため、英国総督はゴードンに対し、ハルツームに行き撤退を指揮するよう要請した。

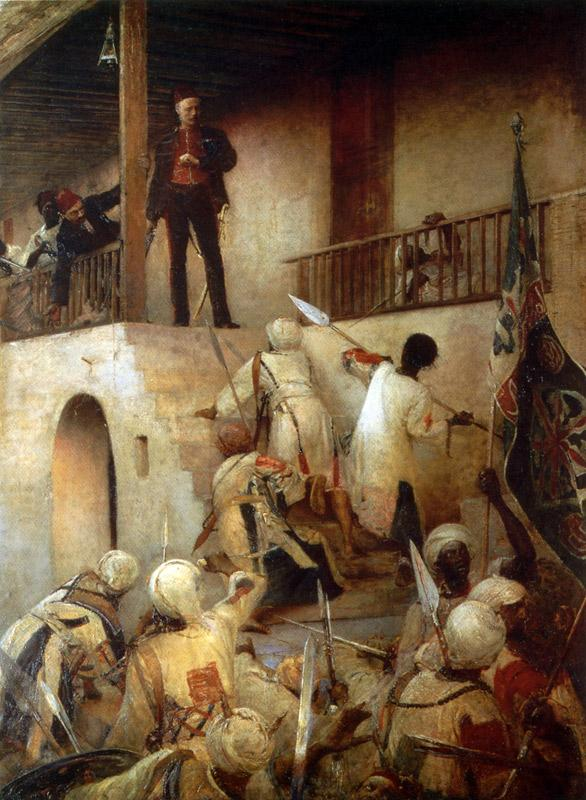
ジョージ・W・ジョイの描いたゴードンの最期。高潔な死とのイメージを高めた。

1884年にゴードンはハルツームに到着したが、やがて、マフディー運動（マフディー思想自体はイスラム教のスーフィズムの一種と看做される）の反乱軍に包囲された（ハルツーム包囲戦）。英国はスーダンを放棄する方針だったが、世論はゴードンの救出を要求したため、救援軍が派遣された。しかし、1885年1月28日に援軍はハルツームに到着したが、その2日前にゴードンの部隊は全滅していた。英国における彼の人気は高く、この救出の失敗は当時のグラッドストーン内閣が退陣する原因のひとつとなった（グラッドストーンの愛称はGOM（偉大なる老人、Grand Old Man）だったが、反対派はMOG（ゴードンの殺人者、Murderer of Gordon）と呼んだ）。

## ゴードンに関連した作品
- W・S・ブラント『ハルツームのゴードン　同時代人の証言』
栗田禎子訳、リブロポート「シリーズ冒険の世界史」、1983年
- リットン・ストレイチー『ヴィクトリア朝偉人伝』
中野康司訳、みすず書房、2008年。列伝4篇

### 映画
- 『カーツーム』（演：チャールトン・ヘストン、ベイジル・ディアデン監督、1966年）